# WTA de Quebec
O WTA de Quebec – ou Coupe Banque Nationale, na última edição – foi um torneio de tênis profissional feminino, de nível WTA International.
Realizado em Quebec, no Canadá, estreou em 1993 e foi até 2018. Os jogos eram disputados em quadras de carpete cobertas durante o mês de setembro.

## Finais

### Simples
| Ano  | Campeã                     | Vice-campeã            | Resultado      |
| ---- | -------------------------- | ---------------------- | -------------- |
| 2018 | Pauline Parmentier         | Jessica Pegula         | 7–5, 6–2       |
| 2017 | Alison Van Uytvanck        | Tímea Babos            | 5–7, 6–4, 6–1  |
| 2016 | Océane Dodin               | Lauren Davis           | 6–4, 6–3       |
| 2015 | Annika Beck                | Jeļena Ostapenko       | 6–2, 6–2       |
| 2014 | Mirjana Lučić-Baroni       | Venus Williams         | 6–4, 6–3       |
| 2013 | Lucie Šafářová             | Marina Erakovic        | 6–4, 6–3       |
| 2012 | Kirsten Flipkens           | Lucie Hradecká         | 6–1, 7–5       |
| 2011 | Barbora Záhlavová-Strýcová | Marina Erakovic        | 4–6, 6–1, 6–0  |
| 2010 | Tamira Paszek              | Bethanie Mattek-Sands  | 7–66, 2–6, 7–5 |
| 2009 | Melinda Czink              | Lucie Šafářová         | 4–6, 6–3, 7–5  |
| 2008 | Nadia Petrova              | Bethanie Mattek        | 4–6, 6–4, 6–1  |
| 2007 | Lindsay Davenport          | Julia Vakulenko        | 6–4, 6–1       |
| 2006 | Marion Bartoli             | Olga Poutchkova        | 6–0, 6–0       |
| 2005 | Amy Frazier                | Sofia Arvidsson        | 6–1, 7–5       |
| 2004 | Martina Suchá              | Abigail Spears         | 7–5, 3–6, 6–2  |
| 2003 | Maria Sharapova            | Milagros Sequera       | 6–2, ab.       |
| 2002 | Elena Bovina               | Marie-Gaïané Mikaelian | 6–3, 6–4       |
| 2001 | Meghann Shaughnessy        | Iva Majoli             | 6–1, 6–3       |
| 2000 | Chanda Rubin               | Jennifer Capriati      | 6–4, 6–2       |
| 1999 | Jennifer Capriati          | Chanda Rubin           | 4–6, 6–1, 6–2  |
| 1998 | Tara Snyder                | Chanda Rubin           | 4–6, 6–4, 7–66 |
| 1997 | Brenda Schultz-McCarthy    | Dominique van Roost    | 6–4, 46–7, 7–5 |
| 1996 | Lisa Raymond               | Els Callens            | 6–4, 6–4       |
| 1995 | Brenda Schultz-McCarthy    | Dominique Monami       | 7–6, 6–2       |
| 1994 | Katerina Maleeva           | Brenda Schultz         | 6–3, 6–3       |
| 1993 | Nathalie Tauziat           | Katerina Maleeva       | 6–4, 6–1       |

### Duplas
| Ano  | Campeãs                               | Vice-campeãs                                     | Resultado          |
| ---- | ------------------------------------- | ------------------------------------------------ | ------------------ |
| 2018 | Asia Muhammad Maria Sanchez           | Darija Jurak Xenia Knoll                         | 6–4, 6–3           |
| 2017 | Tímea Babos Andrea Hlaváčková         | Bianca Andreescu Carson Branstine                | 6–3, 6–1           |
| 2016 | Andrea Hlaváčková Lucie Hradecká      | Alla Kudryavtseva Alexandra Panova               | 7–62, 7–6 2        |
| 2015 | Barbora Krejčíková Na-Sophie Mestach  | María Irigoyen Paula Kania                       | 4–6, 6–3, [12–10]  |
| 2014 | Lucie Hradecká Mirjana Lučić-Baroni   | Julia Görges Andrea Hlaváčková                   | 6–3, 7–68          |
| 2013 | Alla Kudryavtseva Anastasia Rodionova | Andrea Hlaváčková Lucie Hradecká                 | 6–4, 6–3           |
| 2012 | Tatjana Malek Kristina Mladenovic     | Alicja Rosolska Heather Watson                   | 56–7, 7–66, [7–10] |
| 2011 | Raquel Kops-Jones Abigail Spears      | Jamie Hampton Anna Tatishvili                    | 6–1, 3–6, [10–6]   |
| 2010 | Sofia Arvidsson Johanna Larsson       | Bethanie Mattek-Sands Barbora Záhlavová-Strýcová | 6–1, 2–6, [10–6]   |
| 2009 | Vania King Barbora Záhlavová-Strýcová | Sofia Arvidsson Séverine Brémond Beltrame        | 6–1, 6–3           |
| 2008 | Anna-Lena Grönefeld Vania King        | Jill Craybas Tamarine Tanasugarn                 | 7–63, 6–4          |
| 2007 | Christina Fusano Raquel Kops-Jones    | Stéphanie Dubois Renata Voráčová                 | 6–3, 7–66          |
| 2006 | Carly Gullickson Laura Granville      | Jill Craybas Alina Jidkova                       | 6–3, 6–4           |
| 2005 | Anastassia Rodionova Elena Vesnina    | Liga Dekmeijere Ashley Harkleroad                | 46–7, 6–4, 6–2     |
| 2004 | Carly Gullickson María Emilia Salerni | Els Callens Samantha Stosur                      | 7–5, 7–5           |
| 2003 | Li Ting Sun Tiantian                  | Els Callens Meilen Tu                            | 6–3, 6–3           |
| 2002 | Samantha Reeves Jessica Steck         | María Emilia Salerni Fabiola Zuluaga             | 4–6, 6–3, 7–5      |
| 2001 | Samantha Reeves Adriana Serra Zanetti | Klára Koukalová Alena Vašková                    | 7–5, 4–6, 6–3      |
| 2000 | Nicole Pratt Meghann Shaughnessy      | Els Callens Kimberly Po                          | 6–3, 6–4           |
| 1999 | Amy Frazier Katie Schlukebir          | Cara Black Debbie Graham                         | 6–2, 6–3           |
| 1998 | Lori McNeil Kimberly Po               | Chanda Rubin Sandrine Testud                     | 6–7, 7–5, 6–4      |
| 1997 | Lisa Raymond Rennae Stubbs            | Alexandra Fusai Nathalie Tauziat                 | 6–4, 5–7, 7–5      |
| 1996 | Debbie Graham Brenda Schultz-McCarthy | Amy Frazier Kimberly Po                          | 6–1, 6–4           |
| 1995 | Nicole Arendt Manon Bollegraf         | Lisa Raymond Rennae Stubbs                       | 7–6, 4–6, 6–2      |
| 1994 | Elna Reinach Nathalie Tauziat         | Chanda Rubin Linda Harvey-Wild                   | 6–4, 6–3           |
| 1993 | Katrina Adams Manon Bollegraf         | Katerina Maleeva Nathalie Tauziat                | 6–4, 6–4           |